# Parc écologique de l'Anse du Port
Le Parc écologique de l'Anse du Port est situé à Nicolet au confluent de la rivière Nicolet et du lac Saint-Pierre.  Établi en 1993 par la municipalité de Saint-Jean-Baptiste de Nicolet (fusionnée à Nicolet en 2000) et la Corporation de mise en valeur du lac Saint-Pierre (COLASP), il est maintenant géré par la ville de Nicolet.
Le parc abrite une mosaïque de peuplements inondables d'érables argentés, de marécages arbustifs, de prairies humides et de marais.  Il est traversé par une passerelle surélevée de 800 m de long.  Cette dernière conduit à une tour d'observation de 12 m de hauteur en bordure du lac Saint-Pierre.
En 2021, grâce aux différents paliers gouvernementaux et la ville de Nicolet plusieurs améliorations sont effectués: Une nouvelle bâtisse d'accueil ainsi que du mobilier extérieur sont érigés.